# Bessuéjouls
 Bessuéjouls  (en occitano Bessuèjols) es una población y comuna francesa, situada en la región de Mediodía-Pirineos, departamento de Aveyron, en el distrito de Rodez y cantón de Espalion.
Se encuentra en la Via Podiensis, parte del Camino de Santiago.

## Demografía
| 285 | 279 | 252 | 211 | 224 | 225 | 227 |
| Para los censos de 1962 a 1999 la población legal corresponde a la población sin duplicidades (Fuente: INSEE [Consultar]) |     |     |     |     |     |     |